# Nelson Annandale
Thomas Nelson Annandale (ur. 15 czerwca 1876, zm. 10 kwietnia 1924) – szkocki zoolog, entomolog, antropolog